# Zeleni krov
Zeleni krov je jedan od način da na koji se izbjegava korištenje skupog crijepa za pokrivanje krova. Ako je dobro napravljen, toplinska su izolacija s vanjske strane kuće, a i lijepi su, jer na njima može biti travnjak, cvjetnjak ili povrtnjak. Orijentacijom kuće s obzirom na strane svijeta omogućava se da Sunce maksimalno prodire u unutrašnji prostor i udara u neku termalnu masu, podove i zidove, koji akumuliraju toplinu. Zelen krov zimi sprečava gubitak topline, a ljeti osvježava stambeni prostor.
Zeleni krov može poslužiti i kao terasa, jer njegov nagib treba biti minimalan, toliki da voda može otjecati. Dovoljna je kosina od svega 0,5 %. Inače, nagib zelenih krovova ne bi smio biti veći od 40º zbog erozije i očuvanja kompaktnosti zelene mase. No, postoje tehnologije gradnje i na većim kosinama, ali one i koštaju. Ovisno o statici objekta, treba paziti i na težinu zelenog krova. Postoje oni gdje je sloj zemlje debeo čak pola metra, do onih s vrlo tankim slojem zemlje. A može se staviti i šljunak ili bale slame iz kojih s vremenom krene vegetacija, prvo gljive, a potom žitarice iz zaostalih sjemenki u balama. Bale s vremenom strunu, pa ostane organski materijal pogodan kao izolator. Slama se uglavnom koristi za krovišta na gospodarskim objektima.

## Prednosti zelenih krovova
Zeleni krovovi imaju mnoge prednosti pred običnim krovovima: djeluju kao toplinska izolacija, te tako smanjuju troškove grijanja i hlađenja u zgradama pod njima za oko 20%, zatim, produljuju životni vijek krova štiteći ga od ultraljubičastog zračenja, velikih temperaturnih promjena i mehaničkih oštećenja (npr. tuča). Također upijaju zvuk i smanjuju utjecaj buke, te filtriraju zrak i stvaraju kvalitetniju mikroklimu. 
Kada na klasični krov padne kiša ona ga ispire, te se takva nefiltrirana voda miješa sa zagađivačima na ulicama i otpadnim vodama u kanalizaciji, stoga je potrebno uložiti velika sredstva na njeno pročišćavanje. Iako su investicijski troškovi pri postavljanju zelenog krova dva do tri puta veći od investicije za klasični krov, ova investicija se vrlo brzo vraća kroz uštede na energiji za grijanje, odnosno hlađenje. Osim mogućnosti koji imaju u uštedi energije, ravni zeleni krovovi u urbanim sredinama mogu postati oaze zelenila, mjesta za odmor i relaksaciju na dohvat ruke, istovremeno pružajući stanište i utočište raznim životinjskim vrstama.
Ovisno o debljini i vrsti pokrovnih slojeva, buka se u unutarnjim prostorijama zgrade sa zelenim krovom može smanjiti i za 40 dB. Stoga stručnjaci preporučuju da se unutar i u okolici zračnih luka, tvornica, velikih garaža, bolnica, škola, dječjih vrtića, trgovačkih centara i svih lokacija na kojima se tišina i temperaturna ravnoteža postavljaju kao glavni zahtjevi, krovni vrtovi primjene u najvećoj mogućoj mjeri. U Njemačkoj, svjetskom lideru “krovne hortikulture”, to je već općeprihvaćen način razmišljanja.

## Pasivna sunčeva arhitektura
Energetski učinkovito graditeljstvo podrazumijeva i pasivnu solarnu arhitekturu, koja se ne odnosi toliko na materijale koji se koriste u gradnji, već na dizajn. Bit te arhitekture je dobro planiranje, maksimalno iskorištavanje sunčeva zagrijavanja, a rezultat - smanjenje potrebe za drugim gorivima za grijanje čak i do 90%. Pregradni zidovi trebaju graditi od materijala s visokim toplinskim kapacitetom, poput pune opeke, kamena i betona. Drvo nema sposobnost skladištenja topline. Termalna masa je važna i ljeti, jer upija toplinu iz prostora, čineći ga hladnijim.
Staklene površine ne smiju biti prevelike, jer se tijekom noći i oblačnih dana toplina najviše gubi kroz prozore. Da bi se smanjio gubitak topline kroz staklene površine, koristi se izo ili termo staklo, a noću se stakla prekrivaju. Velike staklene površine mogu u toplijem dijelu godine uzrokovati pregrijavanje prostora. Rješenje je streha koja za sunčanih dana sprečava prodiranje Sunca kroz prozore. Njenu širinu treba izračunati ovisno o zemljopisnoj širini na kojoj se gradi objekt. Naime, putanja Sunca nije ista svugdje na Zemlji. Putanja ljetnog sunca je visoka, a zimskog niska. Pomoći može i sadnja listopadnih stabala ili penjačica na južnoj strani kuće. Biljke ljeti sprečavaju direktni prodor sunčeve topline, a zimi je, kada ogole, propuštaju.

## Vrste zelenih krovova
Zelene krovove nekad je bilo normalno vidjeti na sjeveru Europe, gdje su se koristili krovovi od tratine, te u američkoj preriji, gdje su bili uobičajena praksa na zemljanim kućama. Zeleni krov je u suštini krov na kojeg je posađena određena odgovarajuća vegetacija. Zadnjih desetljeća zeleni krovovi se vraćaju na mala vrata i sve više postaju nezaobilazni u projektima urbanista, građevinara i arhitekata, prvenstveno zbog mogućnosti ublažavanja ekstremnih vremenskih uvjeta. Dok ljetne temperature na standardnim krovovima mogu doseći i do 65 °C, zeleni krovovi mogu prosječno ohladiti obližnje površine za oko 16 - 17 °C, što ih po učinku smješta odmah iza uličnih stabala, te na taj način smanjuju fenomen urbanih toplinskih otoka. 
Zeleni krovovi se dijele u dvije glavne grupe: 
- ekstenzivne zelene krovove i
- intenzivne zelene krovove.

### Ekstenzivni zeleni krovovi
Svrha ekstenzivnog krovnog vrta jest imati prirodnu, laganu vegetaciju koja zahtijeva minimalno održavanje. Uglavnom se koriste sedumi. Također se mogu slagati i zajednice s biljem i sedumima otpornim na sušu. Osmišljen je standardni višeslojni dizajn ekstenzivnog krovnog vrta, koji uključuje slojeve za različite funkcije: sloj koji omogućuje rast vegetacije, filtriranje i drenažu. Sloj koji omogućuje rast vegetacije jest supstrat s mineralnim sastavom i s malim udjelom organske tvari. Supstrat mora imati sposobnost zadržavanja vode i nutrijenata i pružiti dovoljno prostora korijenu biljke.
Višak vode koji biljke ne mogu upiti treba se pouzdano otkloniti. Drenažni sloj, koji sadrži funkcije akumulacije i drenaže, također je sastavni dio ovog sustava. Između supstrata i drenažnog sloja postavlja se filterski sloj koji zadržava fine čestice iz supstrata i stoga osigurava da drenažni sustav dugoročno nastavlja svoju funkciju.
Masa sustava je uglavnom određena supstratom. Težina standardnog mineralnog supstrata otprilike iznosi 10 do 13 kg/m2 po cm debljine sloja u stanju zasićenosti vodom. Za sadnju seduma, preporuča se debljina susptrata minimalno 6 cm. Kada je uključena vegetacija, filterski i drenažni sloj, masa iznosi otprilike 70 to 100 kg/m2. Sedum ili bilje sa supstratom debljine minimalno 8 cm zbog korijenja, može težiti od 90 do 130 kg/m2.
Koristeći poseban sustav za lake krovne vrtove za krovove s niskom nosivosti, ukupna masa može se zadržati ispod 70 kg/m2. Ali tada vegetacija ima ograničen korijenski prostor. Ekstenzivno bilje zahtijeva minimalno održavanje, što ne znači da uopće ne zahtijeva održavanje. Najvažniji zadatak održavanja jest redovito pljevljenje korova i gnojenje supstrata kad je to potrebno.
Zalijevanje, barem s ukorijenjenim ekstenzivnom biljem, nije potrebno. Samo novo bilje, u sušnim razdobljima može zahtijevati zalijevanje. Sve dok željena vegetacija ne prekrije željenu površinu krova nakon jedne ili dvije sezone, potrebno je malo više održavanja. Poslije toga, dovoljna su dva održavanja i posjeta krovu godišnje. Idealno bi bilo u rano proljeće i jesen.

### Intenzivni zeleni krovovi
Intenzivno bilje nudi široki spektar mogućnosti dizajniranja, uključujući i stvaranje vrta na krovu. Mogu se stvoriti prostori za sunčanje, a čak se može posaditi i drveće. Ako je vegetacijski sloj dovoljno dubok i osigurano je dovoljno vode i nutrijenata, uvjeti za rast biljaka na krovu praktično mogu biti jednako dobri kao i na zemlji. Planiranje intenzivnog zelenog krova, osobito izbor prikladnih biljaka, zahtijeva znanje stručnjaka.
Travnjaci i nisko raslinje zahtijevaju barem 20 cm supstrata. Unatoč velikom kapacitetu supstrata za zadržavanje vode, intenzivno bilje općenito, a osobito travnjaci, moraju se redovito zalijevati tijekom sušnih razdoblja. Kod vrtova na krovu, jednako kao i kod bilo kojeg vrta na tlu, postoji direktna povezanost između kvalitete brige i održavanja i stanja vegetacije. S obzirom na široki spektar mogućnosti intenzivne sadnje, preporuča se utvrđivanje individualnog programa održavanja. Održavanje koje zahtijevaju intenzivni zeleni krovovi znatno je veće nego kod ekstenzivnih zelenih krovova. Kao smjernica za njihovo održavanje može se smatrati održavanje koje zahtijeva usporedivi vrt na tlu.
Idealan nagib krova je između 1° i 5°. Krovne strukture bez nagiba ne predstavljaju problem za intenzivne krovne vrtove; ekstenzivni krovni vrt zahtijeva planiranje. Za kose krovove nagiba iznad 5°, preporučuje se korištenje sustava sadnje za kose krovove, a može se graditi za nagibe do 25°.

## Zeleni krovovi u Hrvatskoj
2006., grupa mladih ljudi je na Recikliranom imanju, koje je projekt otvorenoga edukacijskog centra Zelene mreže aktivističkih grupa (ZMAG), u selu Vukomerić na Vukomeričkim goricama nedaleko Zagreba, radila zeleni krov. Na drvenu konstrukciju krova prekrivenu daskama stavljali su hidroizolaciju - bitumensku ljepenku, koju su spajali pomoću plinskog plamenika. Da zaštite ljepenku od mehaničkih oštećenja, na nju su stavili sloj nepropusne čepićaste gumene membrane, a na nju je došao vodopropusni sloj geotekstila. 
S okolnog zemljišta rezali su busenove trave i zemlje koje su tačkama dovozili do kuće, a potom stavljali na krov. Naknadno su posađene i neke biljke s plićim korijenjem. Korijenje biljaka prodire kroz zemlju i geotekstil te ih povezuje i učvršćuje cijelu površinu, te dolazi do utora gumene membrane gdje se zadržava voda. Jedina biljka koja se ne smije naći na zelenom krovu je čičak, jer ima vrlo snažan korijen, koji poput svrdla probija čak i dasku.
Zeleni krovovi znatno su jeftiniji od klasičnih, pokrivenih crijepom. Za 120 četvornih metara zelenog krova crijep bi koštao 19 000 kuna, a za zeleni krov trebalo je 7 000 tisuća kuna.